# Нижнемордокский сельсовет
Нижнемордокский сельсовет — сельское поселение в Глушковском районе Курской области Российской Федерации.
Административный центр — село Нижний Мордок.

## История
Статус и границы сельского поселения установлены Законом Курской области от 21 октября 2004 года № 48-ЗКО «О муниципальных образованиях Курской области».

## Население
| 2002 | 2010 | 2012 | 2013 | 2014 | 2015 | 2016 |
| ---- | ---- | ---- | ---- | ---- | ---- | ---- |
| 1282 | ↘990 | ↘938 | ↘893 | ↘874 | ↘840 | ↘813 |
| 2017 | 2018 | 2019 | 2020 | 2021 |      |      |
| ↘793 | →793 | ↘778 | ↗780 | ↗821 |      |      |

## Состав сельского поселения
| № | Населённый пункт | Тип населённого пункта       | Население |
| - | ---------------- | ---------------------------- | --------- |
| 1 | Высокое          | село                         | ↘164      |
| 2 | Кекино           | деревня                      | ↘181      |
| 3 | Нижний Мордок    | село, административный центр | ↘367      |
| 4 | Ржава            | село                         | ↘226      |
| 5 | Шагарово         | деревня                      | ↘43       |
| 6 | Юрасово          | село                         | ↘9        |